# پارک شین-یانگ
پارک شین-یانگ (کره‌ای: 박신양؛ زادهٔ ۱ نوامبر ۱۹۶۸) بازیگر اهل کره جنوبی است. او در کره جنوبی از دانشگاه دونگ‌گوک فارغ‌التحصیل شد. از آثاری که در آنها ایفای نقش کرده‌است می‌توان به نقاش باد اشاره کرد.

## فیلم‌شناسی

### مجموعه‌های تلویزیونی
| سال  | عنوان             | نقش         | توضیحات |
| ---- | ----------------- | ----------- | ------- |
| ۱۹۹۶ | قدرت عشق          | مون دونگ-هی |         |
| ۱۹۹۶ | عطر شکوفه سیب     |             |         |
| ۱۹۹۸ | مجذوب قلب من      | یون سوک-چان |         |
| ۲۰۰۴ | عاشقان در پاریس   | هان کی-جو   |         |
| ۲۰۰۷ | جنگ پول           | گوم نا-را   |         |
| ۲۰۰۸ | نقاش باد          | کیم هونگ-دو |         |
| ۲۰۱۱ | امضا              | یون جی-هون  |         |
| ۲۰۱۶ | وکیل من آقای جو   | جو دول-هو   |         |
| ۲۰۱۹ | وکیل من آقای جو ۲ | جو دول-هو   |         |